# Трабзонспор (футбольный клуб)
«Трабзонспор» (тур. Trabzonspor Kulübü) — турецкий футбольный клуб из города Трабзон. Основан 2 августа 1967 года. Выступает в Турецкой Суперлиге. Один из двух клубов не из Стамбула (наряду с «Бурсаспором»), которым удавалось выигрывать Суперлигу. В чемпионате Турции 2021/22 впервые с сезона 1983/84 завоевал своё седьмое чемпионство. В том же сезоне завоевал 10-й Суперкубок Турции, разгромив обладателя Кубка, клуб «Сивасспор» с рекордной для турнира разницей мячей, счётом 4:0.

## История

### Ранняя история
«Трабзонспор» в своём нынешнем виде был основан в 1967 году путем слияния нескольких клубов, представляющих турецкий город Трабзон.
Однако прообраз клуба существовал ещё с 1923 года: в то время город Трабзон представляли четыре клуба — «Идманоджаги», «Идмангюджю», «Неджмиати» и «Трабзон Лисеси», которые выступали в Любительской лиге Трабзона. Со временем соперничество между двумя клубами из этих четырёх, а именно «Идманоджаги», «Идмангюджю» стало настолько принципиальным, что по накалу страстей с матчами между этими клубами могли сравниться разве что столичные дерби «Фенербахче» и «Галатасарая». Трабзон был условно разделён на две части — красно-жёлтую и бело-зелёную — в соответствии с клубными пристрастиями фанатов. Взаимная вражда между клубами настолько надоела игрокам, что они с большим удовольствием покидали Трабзон, уезжая в Анкару и Стамбул. Лучшие игроки Трабзона своего времени очень скоро оказались в других командах, так Хасан и Али Полаты перешли в «Генчлербирлиги», Селим Статироглу и Ахмед Карликли в «Галатасарай», а Зекерья Бали и Назми Бильге в «Фенербахче» и «Бешикташ».

### Слияние (1962—1973)
Перед началом сезона 1962/63 президент Турецкой федерации футбола Орхан Шереф Апак выступил с предложением ко всем крупным периферийным городам, объединить городские команды и создавать на их базе по одному клубу от каждого города, которая начала бы выступать во второй лиге. Вражда между «Идманоджаги» и «Идмангюджю» помешала претворению в жизнь планов президента федерации в Трабзоне на долгие пять лет. Стороны проводили целые дни за столом переговоров, но никак не могли прийти к соглашению. В конце концов в июне 1966 года «Идманоджаги», «Мартиспор» и «Йилдизспор» объединились в одну команду — «Трабзон Идманоджаги», которая была заявлена для участия в чемпионате второй лиги. Цвета новой команды были желто-красными. Новый клуб выступил довольно удачно, заняв третье место в турнире, уступив только «Эскишехирспору» и «Бабаканлику Купаси», Месяц спустя «Иджмангюджю», «Караденизгюджю», «Мартиспор» и «Йолспор» объединились в единый клуб, который получил название «Трабзонспор» и стал выступать в красно-белых цветах.
«Трабзон Идманоджаги» немедленно выдвинул против «Трабзонспора» судебный иск, требуя исключения нового клуба из чемпионата второй лиги. Следствием данного действия стало заявление генерального директора Федерации футбола Турции Улви Йенала, который пообещал, что ни один клуб из Трабзона не будет участвовать в чемпионате Турции, пока не прекратится вражда двух старейших клубов города. Йенал выдвинул городу требование — или два клуба объединятся, или в Трабзоне вовсе не будет клуба. Итак, в августе 1967 года, после долгих препирательств 4 клуба из Трабзона — «Идманоджаги», «Идмангюджю», «Караденизгюджю» и «Мартиспор» основали клуб «Трабзонспор». В своём дебютном сезона в чемпионате второй лиги «Трабзонспор» занял 6-е место. Клубные цвета могли стать очередной непреодолимой преградой на пути создания в городе единого клуба. Поначалу было решено, что красный и жёлтый цвета «Идманоджаги» будут сочетаться с цветами «Идмангюджю» — зелёным и белым. Данное предложение привело к ожесточенным спорам, какой из четырёх цветов будет доминирующим. На выручку вновь пришёл Улви Йенал, предложивший сторонам выбрать по одному нейтральному цвету. После пяти встреч руководства нового клуба с болельщиками Трабзона было принято решение, что клуб будет выступать в бордово-синей форме, которая не содержала ни единого цвета, присущего непримиримым «Идманоджаги» и «Идмангюджю». Поклонники клуба называют клуб «Бордовый блюз» или «Черноморский шторм».

### Эра Озьязыджы (1973—1984)
В 1973 году команду возглавил бывший игрок «Идманоджаги» Ахмет Суат Озьязыджы. С приходом в клуб этого специалиста в истории новой команды наступила новая эпоха. В своём первом сезоне новый тренер вывел своих подопечных в Лигу 1, где «бордово-синие» сразу ворвались в «десятку», заняв 9-е место в чемпионате. Следующие три сезона «Трабзонспор» заканчивал на первой строчке турнирной таблицы, став первым клубом, прервавшим гегемонию стамбульских команд. Так началась эпоха доминирования «Трабзонспора» во внутренних соревнованиях. В сезоне 1976/77 «бордово-синие» оформили «золотой дубль», а в начале следующего сезона прибавили в выигранным титулам чемпиона и обладателя Кубка, звание победителя Суперкубка. В сезоне 1977/78 «Трабзонспор» стал вице-чемпионом, но вновь выиграл Кубок, однако это было расценено как неудача и в команду пришёл новый тренер — Озкан Самер. Самер выиграл и чемпионат и Кубок, но был смещен со своего поста, и следующий турнир команда начала под руководством Озьязыджы. Эти два специалиста так и продолжат сменять друг друга на посту главного тренера, выигрывая чемпионаты и Кубки вплоть до середины 1980-х годов.
За время правления Озьязыджы и Самера команда выиграла 17 турниров, а в сезоне 1976/77 обыграла в матче Кубка чемпионов будущего обладателя почётного трофея «Ливерпуль» (1:0). Правда в ответном матче англичане отыгрались — 3:0. В конце 1980-х и 1990-х годов прошлого столетия Ёзьязичи возвращался в команду, однако прежних успехов добиться ему не удалось.

### После Озьязыджы

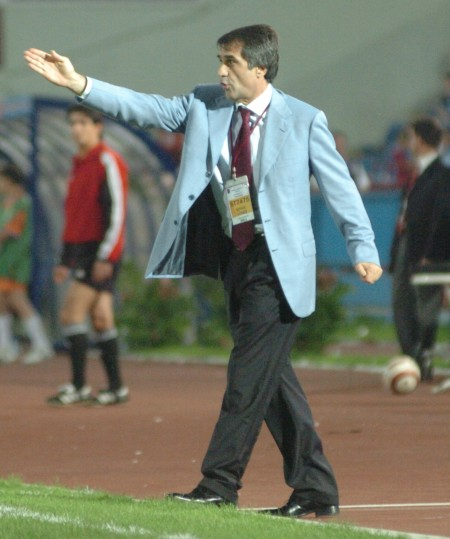
Шенол Гюнеш

Самым успешным последователем Озьязыджы и Самера на посту главного тренера «Трабзонспора» стал Шенол Гюнеш, который выигрывал с «бордово-синими» Кубок Турции (2), Суперкубок и Кубок Премьер-министра (2).
«Трабзонспор» является одним из самых успешных турецких клубов. 6-кратный чемпион страны, что является рекордом для клубов не представляющих Стамбул, также 8 раз выигрывал национальный Кубок, уступая по этому показателю лишь «Бешикташу».
Сезон 2013/14 турецкой Суперлиги «Трабзонспор» завершил на четвёртом месте, расположившись вслед за стамбульским трио — «Фенербахче», «Галатасараем» и «Бешикташем». При этом в очных противостояниях с призёрами трабзонцы взяли всего два очка: в домашней игре с «Бешикташем» (1:1) и гостевом поединке с «Фенербахче» (0:0).
В 2010 году нападающий «Металлиста» Жажа Коэльо перешёл в «Трабзонспор» и впоследствии забил за турецкую команду 12 голов в 29 матчах чемпионата.
В летнее межсезонье перед началом чемпионата 2014/15 у «Трабзонспора» произошло изменение на тренерском мостике. Команду возглавил боснийский специалист Вахид Халилходжич, который на недавнем чемпионате мира был у руля сборной Алжира. «Лисы пустыни» вышли в 1/8 финала мундиаля, что стало историческим достижением для африканцев. Халилходжич уже возглавлял «Трабзонспор» в сезоне 2005/06, но, проработав лишь восемь месяцев, покинул клуб по семейным обстоятельствам.
«Трабзонспор» весьма плодотворно поработал на трансферном рынке. За два месяца турецкий клуб совершил 21 трансфер. На «Хусейн Авни Акер» перебрались защитник Кевин Констант из «Милана», ганский форвард Маджид Уорис из «Спартака», форвард Оскар Кардосо из «Бенфики», малийский форвард «Генгама» Мустафа Ятабаре и защитник сборной Алжира Карл Меджани. Однако, обновлённый «Трабзонспор» не совсем удачно начал новый чемпионат Турции. В стартовом туре «бордово-синие» на выезде сыграли в нулевую ничью с «Эрджиеспором», а затем разошлись миром с «Фенербахче» с тем самым счётом 0:0. Зато в Лиге Европы команда на пути к групповому раунду прошла «Ростов». В Трабзоне подопечные Халилходжича победили со счётом 2:0 (голы забили Меджани и Кардосо), а в Ростове-на-Дону соперники голов не забили.

## Стадион

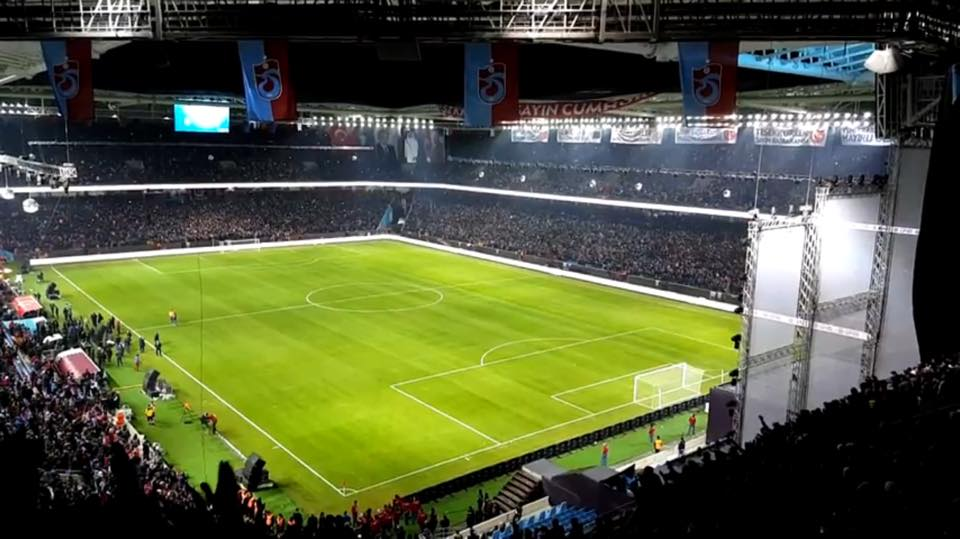
«Шенол Гюнеш»

Со дня своего основания «Трабзонспор» выступал на стадионе «Хусейн Авни Акер», который был построен в 1951 году и первоначально вмещал всего 2500 зрителей. Реконструкции арены, которые проводились в 1967, 1981, 1994—1998, 2008 и 2010 годах, позволили увеличить вместимость стадиона до 19 649 мест. Размер поля равняется 68 метрам в ширину на 105 метров в длину. Своё название стадион получил в честь учителя Хусейна Авни Акера, которого можно считать основателем спортивного движения Трабзона.
24 ноября 2013 года было начато строительство нового стадиона. Стадион был открыт 18 декабря 2016 года. Главными гостями церемонии открытия стал президент Турции Реджеп Тайип Эрдоган и шейх Катара Тамим бин Хамад Аль Тани, а также ряд министров. Новая арена стоимостью 270 миллионов лир, которая вмещает более 41 тысяч болельщиков, расположена прямо на берегу Чёрного моря. Первоначально проект новой арены для «бордово-голубых» назывался стадион Акъязы (Akyazı Stadyumu), однако на церемонии открытия стало ясно, что «Трабзонспор» будет играть на поле, названном в честь Шенола Гюнеша.

## Достижения

### Национальные
- Турецкая Суперлига
  - Чемпион (7): 1975/76, 1976/77, 1978/79, 1979/80, 1980/81, 1983/84, 2021/22
  - Вице-чемпион (9): 1977/78, 1981/82, 1982/83, 1994/95, 1995/96, 2003/04, 2004/05, 2010/11, 2019/20

- Кубок Турции
  - Обладатель (9): 1977, 1978, 1984, 1992, 1995, 2003, 2004, 2010, 2020
  - Финалист (8): 1975, 1976, 1985, 1990, 1997, 2013, 2024, 2025

- Суперкубок Турции
  - Обладатель (10): 1976, 1977, 1978, 1979, 1980, 1983, 1995, 2010, 2020, 2022

### Международные
- Лига чемпионов
  - 1/8 финала: 1976/77

- Лига Европы
  - 1/8 финала (2): 1991/92, 1994/95

- Кубок кубков
  - 1/8 финала (2): 1992/93, 1995/96

- Кубок Интертото
  - Финалист: 2007

- Кубок часов
  - Обладатель: 2005

## Выступления в Еврокубках
| Сезон   | Соревнование          | Раунд          | Соперник      | Дома | В гостях | Результат      |  |
| ------- | --------------------- | -------------- | ------------- | ---- | -------- | -------------- |  |
| 2019/20 | Лига Европы УЕФА      | 3-й КР         | Спарта        | 2:1  | 2:2      | 4:3            |  |
| 2019/20 | Лига Европы УЕФА      | Раунд плей-офф | АЕК           | 0:2  | 1:3      | 3:3 (г. в.)    |  |
| 2019/20 | Лига Европы УЕФА      | Группа C       | Хетафе        | 0:1  | 0:1      | 4-е место      |  |
| 2019/20 | Лига Европы УЕФА      | Группа C       | Базель        | 2:2  | 0:2      | 4-е место      |  |
| 2019/20 | Лига Европы УЕФА      | Группа C       | Краснодар     | 0:2  | 1:3      | 4-е место      |  |
| 2021/22 | Лига конференций УЕФА | 3-й КР         | Молде         | 3:3  | 1:1      | 4:4 (4:3 пен.) |  |
| 2021/22 | Лига конференций УЕФА | Раунд плей-офф | Рома          | 1:2  | 3:0      | 1:5            |  |
| 2022/23 | Лига чемпионов УЕФА   | Раунд плей-офф | Копенгаген    | 0:0  | 1:2      | 1:2            |  |
| 2022/23 | Лига Европы УЕФА      | Группа H       | Црвена звезда | 2:1  | 2:1      | 3-е место      |  |
| 2022/23 | Лига Европы УЕФА      | Группа H       | Монако        | 4:0  | 3:1      | 3-е место      |  |
| 2022/23 | Лига Европы УЕФА      | Группа H       | Ференцварош   | 1:0  | 3:2      | 3-е место      |  |

## Текущий состав
По состоянию на 30 сентября 2022 года. Источник: Список игроков на transfermarkt.com
| №              | Игрок                | Страна                    | Дата рождения             | Бывший клуб         |
| Вратари        | Вратари              | Вратари                   | Вратари                   | Вратари             |
| -------------- | -------------------- | ------------------------- | ------------------------- | ------------------- |
| 1              | Угурджан Чакыр       | Турция                    | 5 апреля 1996 (29 лет)    | Воспитанник клуба   |
| 16             | Эрдже Кардешлер      | Турция                    | 14 марта 1994 (31 год)    | Алтынорду           |
| 59             | Арда Акбулут         | Турция                    | 1 января 2001 (24 года)   | Воспитанник клуба   |
| Защитники      |                      |                           |                           |                     |
| 4              | Хюсейн Тюркмен       | Турция                    | 1 января 1998 (27 лет)    | Воспитанник клуба   |
| 13             | Витор Уго            | Флаг Бразилии             | 20 мая 1991 (34 года)     | Палмейрас           |
| 15             | Стефан Савич         | Флаг Черногории           | 8 января 1991 (34 года)   | Атлетико Мадрид     |
| 23             | Исмаил Кёйбаши       | Турция                    | 10 июля 1989 (36 лет)     | Ризеспор            |
| 24             | Стефано Денсвил      | Нидерланды                | 7 мая 1993 (32 года)      | В аренде из Болонья |
| 33             | Бруно Перес          | Флаг Бразилии             | 1 марта 1990 (35 лет)     | Рома                |
| 99             | Серкан Асан          | Турция                    | 28 апреля 1999 (26 лет)   | Воспитанник клуба   |
| Полузащитники  |                      |                           |                           |                     |
| 5              | Берат Оздемир        | Турция                    | 23 мая 1998 (27 лет)      | Генчлербирлиги      |
| 6              | Манолис Сиопис       | Флаг Греции               | 14 мая 1994 (31 год)      | Аланьяспор          |
| 8              | Дорукхан Токёз       | Турция                    | 21 мая 1996 (29 лет)      | Бешикташ            |
| 10             | Абдюлькадир Омюр     | Турция                    | 25 июня 1999 (26 лет)     | Воспитанник клуба   |
| 17             | Симон Банза          | Флаг ДР Конго             | 13 августа 1996 (28 лет)  | Брага               |
| 18             | Эдин Вишча           | Флаг Боснии и Герцеговины | 17 февраля 1990 (35 лет)  | Истанбул Башакшехир |
| 29             | Юнус Маллы           | Турция                    | 24 февраля 1992 (33 года) | Вольфсбург          |
| 41             | Мурат Акпынар        | Турция                    | 24 января 1999 (26 лет)   | Воспитанник клуба   |
| 61             | Абдюлькадир Пармак   | Турция                    | 28 декабря 1994 (30 лет)  | Воспитанник клуба   |
| Нападающие     |                      |                           |                           |                     |
| 11             | Анастасиос Бакасетас | Флаг Греции               | 28 июня 1993 (32 года)    | Аланьяспор          |
| 14             | Андреас Корнелиус    | Флаг Дании                | 16 марта 1993 (32 года)   | Аталанта            |
| 19             | Бенгали-Фоде Койта   | Флаг Гвинеи               | 21 октября 1990 (34 года) | Касымпаша           |
| 21             | Джанини              | Флаг Кабо-Верде           | 21 марта 1991 (34 года)   | Аль-Ахли (Джидда)   |
| 27             | Жервиньо             | Флаг Кот-д’Ивуара         | 27 мая 1987 (38 лет)      | Парма               |
| 28             | Салих Кавразлы       | Турция                    | 16 марта 2002 (23 года)   | Алтынорду           |
| 77             | Жан-Эврар Куасси     | Флаг Кот-д’Ивуара         | 25 сентября 1994 (30 лет) | Ухань               |
| Главный тренер |                      |                           |                           |                     |
|                | Абдуллах Авджи       | Турция                    | 31 июля 1963 (62 года)    | Бешикташ            |

## Форма

### Домашняя
| 2008/09 | 2009/10 | 2010/11 | 2011/12 | 2012/13 | 2013/14 | 2014/15 | 2015/16 | 2016/17 | 2017/18 | 2018/19 |
| 2019/20 | 2020/21 | 2021/22 | 2022/23 | 2023/24 | 2025/26 |         |         |         |         |         |

### Гостевая
| 2008/09 | 2009/10 | 2010/11 | 2011/12 | 2012/13 | 2013/14 | 2014/15 | 2015/16 | 2016/17 | 2017/18 | 2018/19 |
| 2019/20 | 2020/21 | 2021/22 | 2022/23 | 2023/24 | 2025/26 |         |         |         |         |         |

### Резервная
| 2007/08 | 2010/11 | 2012/13 | 2013/14 | 2014/15 | 2016/17 | 2017/18 | 2018/19 | 2019/20 | 2020/21 | 2021/22 |
| 2022/23 | 2023/24 | 2025/26 |         |         |         |         |         |         |         |         |

Источники:,